# ريتشارد أوين
سير ريتشارد أوين (بالإنجليزية: Sir Richard Owen) (ولد في 20 يوليو 1804 وتوفي في 18 ديسمبر 1892) عالم أحياء وتشريح مقارن وإحاثة إنكليزي.
غالباً ما يُتذكر أوين اليوم لنحته كلمة ديناصورات (بمعنى «الزواحف الرهيبة» أو «الزواحف المهيبة»)، ولمعارضته الصريحة والشديدة لنظرية تشارلز داروين في التطور بواسطة الانتقاء الطبيعي، فقد اتفق أوين مع داروين على حدوث التطور لكنه اختلف معه على كيفية حدوثه، فقد اعتقد أوين أن التطور يحدث بشكل أكثر تعقيداً مما ذكره داروين في كتابه أصل الأنواع، ويمكن النظر إلى نهج أوين في معالجة مفهوم التطور على أنه قد توقع أو استبق القضايا التي اكتسبت اهتماما أكبر مع ظهور علم الأحياء النمائي التطوري. كان أوين القوة الدافعة وراء إنشاء متحف التاريخ الطبيعي البريطاني في لندن عام 1881.

## سيرته
أصبح أوين جراحًا متدربًا عام ١٨٢٠، وعُين في كلية الجراحين الملكية بإنجلترا عام ١٨٢٦. وفي عام ١٨٣٦، عُين أستاذًا هنتريًا (نسبة إلى الجراح جون هنتر) في الكلية الملكية، وفي عام ١٨٤٩، خلف ويليام كليفت في منصب أمين المتحف الهنتري. وشغل هذا المنصب حتى عام ١٨٥٦، عندما أصبح مشرفًا على قسم التاريخ الطبيعي في المتحف البريطاني. ثم كرّس الكثير من جهوده لمشروع ضخم لإنشاء متحف وطني للتاريخ الطبيعي، والذي أدى في النهاية إلى نقل مجموعات التاريخ الطبيعي من المتحف البريطاني إلى مبنى جديد في ساوث كنزنغتون: المتحف البريطاني (التاريخ الطبيعي) (متحف التاريخ الطبيعي الآن). وظل أوين في منصبه حتى أنهى هذا العمل، وفي ديسمبر عام ١٨٨٣، مُنح لقب فارس برتبة وسام الحمام.
لطالما مال أوين إلى دعم رجال العلم الصارمين والوضع الراهن. وقد أهدته العائلة المالكة كوخًا في ريتشموند بارك، وأدرجه روبرت بيل في القائمة المدنية. وفي عام ١٨٤٣، انتُخب عضوًا أجنبيًا في الأكاديمية الملكية السويدية للعلوم. وفي عام ١٨٤٤، أصبح عضوًا منتسبًا في المعهد الملكي الهولندي. وعندما أصبح هذا المعهد الأكاديمية الملكية الهولندية للفنون والعلوم عام ١٨٥١، انضم إليه كعضو أجنبي. وفي عام ١٨٤٥، انتُخب عضوًا في الجمعية الفلسفية الأمريكية.
توفي في منزله في ١٥ ديسمبر عام ١٨٩٢، ودُفن في فناء كنيسة القديس أندرو، هام، بالقرب من ريتشموند، سري.

## أعماله في مجال اللافقاريات
بينما كان منشغلًا بفهرسة المجموعة الهنترية، لم يقتصر أوين على التحضيرات التي أمامه، بل انتهز كل فرصة لتشريح الحيوانات الجديدة. وسُمح له بفحص جميع الحيوانات التي ماتت في حدائق جمعية علم الحيوان في لندن، وعندما بدأت الجمعية بنشر وقائعها العلمية عام ١٨٣١، كان أكثر المساهمين غزارة في الأبحاث التشريحية. ومع ذلك، كان أول منشور ملحوظ له هو مذكرات عن النوتي اللؤلؤي (لندن، ١٨٣٢)، والتي سرعان ما اعتُبرت عملًا كلاسيكيًا. ومنذ ذلك الحين، واصل تقديم مساهمات مهمة في جميع أقسام التشريح المقارن وعلم الحيوان لأكثر من خمسين عامًا. وفي مجال الإسفنج، كان أوين أول من وصف سلة زهرة فينوس المعروفة الآن باسم يوبلكتيلا (١٨٤١، ١٨٥٧). ومن بين الطفيليات اللاهوائية، كان اكتشافه الأبرز هو طفيلي تريشينا سبيراليس (1835)، وهو الطفيلي الذي يصيب عضلات الإنسان بمرض يُسمى الآن داء الشعرينات. أما بالنسبة لعضديات الأرجل، فقد أجرى دراسات متخصصة للغاية، ساهمت في تطوير المعرفة بشكل كبير ورسخت التصنيف الذي طال انتظاره. أما بالنسبة للرخويات، فلم يصف النوتي اللؤلؤي فحسب، بل وصف أيضًا الحبار مضيء الذيل (1850) وأنواعًا أخرى من رأسيات الأرجل، سواء الحية أو المنقرضة، وكان هو من اقترح التقسيم المقبول عالميًا لهذه الفئة إلى رتبتي ثنائيات الخيشوم ورباعية الخيشوم (1832). في عام 1852، وصف أوين البروتيكنايتس (الأثر الأحفوري) أنها «أقدم آثار أقدام عُثر عليها على الأرض».
بتطبيق معرفته بالتشريح، افترض بشكل صحيح أن هذه المسارات من العصر الكامبري التي صنعها نوع منقرض من مفصليات الأرجل، وقد كان افتراضه قبل أكثر من 150 عامًا من العثور على أي حفريات لهذا الحيوان. وتصور أوين تشابهًا بين الحيوان ومفصليات الأرجل الحية اللميطة.

## الأسماك والزواحف والطيور وتسمية الديناصورات
أُعيد نشر معظم أعماله حول الزواحف المتعلقة بهياكل الأنواع المنقرضة، بالإضافة إلى مذكراته الرئيسية عن العينات البريطانية، في سلسلة متصلة ضمن كتابه تاريخ الزواحف الأحفورية البريطانية (4 مجلدات، لندن 1849-1884). ونشر أول سرد عام مهم لمجموعة كبيرة من الزواحف البرية التي عاشت في حقبة الحياة الوسطى، وابتكر اسم الديناصورات (Dinosauria) من الكلمة اليونانية δεινός  (deinos) التي تعني «رهيب، قوي، عجيب» + σαύρος (sauros) التي تعني «سحلية». وقد استخدم أوين ثلاثة أجناس لتعريف الديناصورات: الميغالوصور آكل اللحوم، والإغواندون العاشب، والهايلوصور المدرع، وهي عينات اكتُشفت في جنوب إنجلترا.
مع بنجامين ووترهاوس هوكينز، ساعد أوين في إنشاء أول نماذج بالحجم الطبيعي للديناصورات كما اعتقد أنها قد تكون ظهرت. وجرى إنشاء بعض النماذج في البداية للمعرض الكبير عام 1851 الذي أقيم في هايد بارك بلندن، ولكن جرى إنتاج 33 نموذجًا في النهاية عندما نُقل قصر الكريستال إلى حديقة قصر الكريستال، في جنوب لندن. واستضاف أوين عشاءً مشهورًا لنحو 21 رجلًا بارزًا من العلماء داخل إغواندون خرساني مجوف في ليلة رأس السنة الجديدة عام 1853. ولكن في عام 1849 أدرك غيديون مانتل، قبل بضع سنوات من وفاته في عام 1852، أن الإغواندون الذي اكتشفه، لم يكن حيوانًا ثقيلًا يشبه الجسئيات، كما اقترح أوين، بل كان له أطراف أمامية نحيلة.

## عمله في مجال الثدييات
مُنح أوين حق الشفعة لأي حيوان ميت حديثًا في حديقة حيوان لندن. وعادت زوجته ذات مرة إلى المنزل لتجد جيفة وحيد قرن ميت حديثًا في ردهة منزلها.
وفي الوقت نفسه، وفّر اكتشاف السير توماس ميتشيل للعظام الأحفورية في نيوساوث ويلز مادةً لأولى أوراق أوين البحثية الطويلة حول الثدييات المنقرضة في أستراليا، والتي أُعيد طبعها في كتاب عام ١٨٧٧. ووصف أوين الديبروتودون (١٨٣٨) والأسد الجرابي (١٨٥٩)، وأنواعًا منقرضة من الكنغر والومبتيات ذات الحجم العملاق. وأُرسلت معظم المواد الأحفورية التي عُثر عليها في أستراليا ونيوزيلندا في البداية إلى إنجلترا لفحصها من قِبل خبراء، وبمساعدة جامعي الأحافير المحليين، أصبح أوين أول خبير في علم الإحاثة في المنطقة. بينما كان أوين منشغلًا بجمع الكثير من المواد من الخارج، كان ينهمك أيضًا بجمع الحقائق لعمل شامل حول أحافير مماثلة من الجزر البريطانية. وفي الفترة من عام ١٨٤٤ حتى عام ١٨٤٦، نشر كتابه تاريخ الثدييات والطيور الأحفورية البريطانية، الذي أعقبه العديد من المذكرات اللاحقة، أبرزها كتابه دراسة الثدييات الأحفورية لتكوينات العصر الطباشيري (جمعية علم الأحياء القديمة، ١٨٧١). وكان من أواخر منشوراته عمل قصير بعنوان قِدم الإنسان كما استُنتج من اكتشاف هيكل عظمي بشري أثناء حفريات أحواض تيلبري (لندن، ١٨٨٤).

## روابط خارجية
- ريتشارد أوين على موقع الموسوعة البريطانية (الإنجليزية)
- ريتشارد أوين على موقع إن إن دي بي (الإنجليزية)